# Municipio de Fox River
El municipio de Fox River (en inglés: Fox River Township) es un municipio ubicado en el condado de Davis en el estado estadounidense de Iowa. En el año 2010 tenía una población de 353 habitantes y una densidad poblacional de 4,86 personas por km².

## Geografía
El municipio de Fox River se encuentra ubicado en las coordenadas 40°46′45″N 92°34′51″O / 40.77917, -92.58083. Según la Oficina del Censo de los Estados Unidos, el municipio tiene una superficie total de 72.68 km², de la cual 72,13 km² corresponden a tierra firme y (0,76 %) 0,55 km² es agua.

## Demografía
Según el censo de 2010, había 353 personas residiendo en el municipio de Fox River. La densidad de población era de 4,86 hab./km². De los 353 habitantes, el municipio de Fox River estaba compuesto por el 96,03 % blancos, el 1,13 % eran asiáticos y el 2,83 % eran de una mezcla de razas. Del total de la población el 0,85 % eran hispanos o latinos de cualquier raza.